# Прва словеначка пролетерска ударна бригада
Прва словеначка пролетерска народноослободилачка ударна бригада „Тоне Томшич“ је формирана 16. јула 1942. године у Амбрусу од Пролетерског батаљона „Тоне Томшич“ и одабраних бораца из Треће и Пете групе НОП одреда Словеније. На дан формирања имала је три батаљона са 400 бораца, а септембра 1942. године у њен састав је ушао и Први батаљон Белокрањског партизанског одреда.
Први командант бригаде био је Стане Семич Даки, народни херој. Од јула 1943. године до краја рата налазила се у саставу Четрнаесте словеначке дивизије.
За своје заслуге током Народноослободибилачке борбе, бригада је одликована Орденом народног ослобођења, Орденом партизанске звезде са златним венцем, Орденом братства и јединста са златним венцем и Орденом народног хероја 21. јуна 1974. године. Била је најпре ударна, а потом је 2. новембра 1951. добила је почасни назив пролетерска и преименована у Четрнаесту пролетерску бригаду.

## Борбени пут Прве словеначке бригаде
У Рошкој офанзиви бригада је водила тешке борбе с италијанским снагама, посебно у нападу на њихово утврђено упориште у селу Ратежу, на путу Ново Место-Шентјернеј, ноћу 9/10. августа и на белоградејско упориште код Новог Места ноћу 13/14. августа. У другој половини августа нападала је, подељена у више група, италијанске снаге које су опколиле Главни штаб НОВ и ПО Словеније, ЦК КП Словеније и Извршни одбор Освободилне фронте на Кочевском рогу. Током 18. и ноћу 18/19. септембра, заједно са Четвртом словеначком ударном бригадом „Матија Губец“ и Петом словеначком ударном бригадом „Иван Цанкар“, извела је успешну акцију разоружавања белоградејских стража у Сухој крајини. Крајем септембра бригада је дејствовала на Кочевском, 2. октобра њен Трећи батаљон поразио је италијанске делове код Јеленовог Жлеба, затим се преко Трвне горе и подручја планине Крима пребацила на сектор Молник, Подлипоглав и 21. и 22. октобра напала белогардејска упоришта у Бизовику, Добруњу и Пољу, у непосредној близини Љубљане.
У децембру 1942. године водила је борбе око Ајдовеца у Сухој крајини, почетком јануара 1943. године рушила пругу Требње-Севница, а 5-6. јануара учествовала у уништењу белоградејских упоришта у Теменишкој долини. До краја јануара водила је борбе с Италијанима и белоградејцима код Светог Рока, Горњег Брезова и Бича, а затим је, заједно са Четвртом словеначком ударном бригадом „Матија Губец“, Петом словеначком ударном бригадом „Иван Цанкар“, Тринаестом пролетреском ударном бригадом „Раде Кончар“ и Четвртом кордунашком ударном бригадом, учествовала у разбијању јачих италијанских снага у Жумберку од 30. јануара до 2. фебруара и у рушењу железничке пруге Загреб-Карловац-Метлика у првој половини фебруара 1943. године.
Тешке борбе с Италијанима и Белом градом водила је код села Мокрог поља, између Новог Места и Плетерја, од 18. до 20. фебруара; око Метлике 4-5. марта; у Сухој крајини, од 15. до 20. марта; код села Пијаве Горице, Зурјака и Роба, од 2. до 6. априла. У априлу је, такође, дејствовала на подручју планина Мокреца и Крима и рушила железничку пругу Љубљана-Гроспуље. Почетком јуна пребацила се преко Теменишке долине у немачку окупациону зону, где је водила борбе с њиховим граничним посадама на одсеку село Јаворје-Осредек, 4. и 5. јуна, а после повратка у Суху крајину с Италијанима у рејону села Добрнич, Корита и Добрава.
Крајем јуна бригада је пребачена у Белу крајину, а 13. јула 1943. године ушла је у састав тада формиране Четрнаесте словеначке дивизије. Крајем јула и почетком августа водила је око Жужемберка, код села Ајдовеца и Села при Шумберку, у рејону села Бабне Горе и Крушног Врха, код Требња. Потом је деловала у Нотрањском: 9. августа против италијана код Церкнице и 18. августа код Боровнице; 19. августа нанела је осетне губитке белогардистима у селу Пијавој Горици, а 24. августа уништила је код села Горичице, на прузи Љубљана-Постојана, немачки транспортни воз - две локомотиве и 22 вагона натоварена с оклопним возилима и техничком опремом.
После капитулације фашистичке Италије, бригада је учествовала 10. септембра у разоружавању италијанског фашистичког одреда „XXI Aprile“ између Кочевја и Рибнице. Доласком нових бораца нарасла је на преко 1.500 бораца, а дала је и многе кадрове за формирање нових бригада. До средине септембра чистила је од белоградејских остатака Рибнишко-великолашку долину, а у другој половини месеца рушила железничку пругу између Ракека и Постојне и водила борбе с јединицама немачког гарнизона у Ракеку.
У немачкој октобарској офанзиви водила је веома тешке борбе с Немцима код Ракека, у Бркинима, на положајима планина Гољак-село Гомањце, код села Лескове Долине, на подручју Готенишког снежника и на Кочевском. У другој половини новембра, у саставу Четрнаесте словеначке дивизије напдала је упоришта и посаде словеначких домобрана у Нотрањском и посебно се истакла у њиховом уништењу у Грахову 22/23. новембра и Великим Лашчама 3/4. децембра.
Након борби с немачким моторизованим колонама, код села Двора и Жужемберка 21. и 23/24. децембра, бригада је реорганизована и у јачини од око 400 бораца учествовала је у походу 14. дивизије на Штајерску, током јануара и фебруара 1944. године. У веома тешким борбама с надмоћнијим снагама у фебруару, претрпела је знатне губитке. У Штајерској се истакла: у уништењу немачког упоришта Моравча, 19/20. марта; у борбама код Радомља, Горњег Града и Нове Штифте, у априлу и код села Заводња и Шентвида, 14. маја.
Приливом нових бораца, почетком јула 1944. године, бригада је нарасла на преко 1.200 бораца. У борбама за ослобођење Горњосавињске долине од 30. јула од 2. августа заузела је немачко упориште Шмартно од Паки и код Летуша порушила мост преко реке Савиње. Затим је дејствовала на Коњишкој гори и на подручју Похорја у августу, у одбрани и проширењу слободне територије у Савињској долини у септембру, и поново на Похорју у октобру. У другој половини октобра водила је борбе с Немцима дуж пута Камник-Нова Штифта-Мозирје, затим дуж пута Домжале-Благовица-Вранско. Од средине новембра до краја 1944. године дејствовала је наизменично на Похорју, Мозирским планинама и у Савињској долини.
И у 1945. години задржавала се, углавном, у западној Штајерској (Похорје, Савињска долина, Засавје, Савињске Алпе), нападајући немачка упоришта и транспорте. У завршним операцијама Југословенске армије учествовала је у ослобођењу словеначког дела Корушке и уништењу и заробљавању немачких и квинслишких снага у аустријској Корушкој, почетком маја 1945. године.

## Народни хероји Прве словеначке бригаде
Неки од бораца Прве словеначке бригаде проглашени за народне хероје Југославије су:
- Иван Кавчич
- Иван Ковачич Ефенка
- Мартин Котар
- Данила Кумар
- Албина Мали-Хочевар
- Антон Маринцељ
- Душан Ремих
- Стане Семич Даки
- Винко Симончич
- Франц Тавчар
- Иван Хроват

## Литераутра
- Војна енциклопедија (књига седма). Београд 1974. година
- Народни хероји Југославије. Београд: Младост. 1975.